# A.I.s Lake
A.I.s Lake är en sjö i Kanada.   Den ligger i provinsen Nova Scotia, i den östra delen av landet, 1 100 km öster om huvudstaden Ottawa. A.I.s Lake ligger 27 meter över havet. Arean är 0,19 kvadratkilometer. Den ligger vid sjön Indian Harbour Lake. Den sträcker sig 0,6 kilometer i nord-sydlig riktning, och 0,6 kilometer i öst-västlig riktning.
I omgivningarna runt A.I.s Lake växer i huvudsak blandskog. Trakten runt A.I.s Lake är nära nog obefolkad, med mindre än två invånare per kvadratkilometer.